# Błotnica (rzeka)
Błotnica – rzeka o długości 26,7 km na Pobrzeżu Szczecińskim w woj. zachodniopomorskim, która wypływa z jeziora Kamienica i uchodzi do jeziora Resko Przymorskie. W wodach rzeki dominuje pstrąg potokowy i troć wędrowna.

## Przebieg

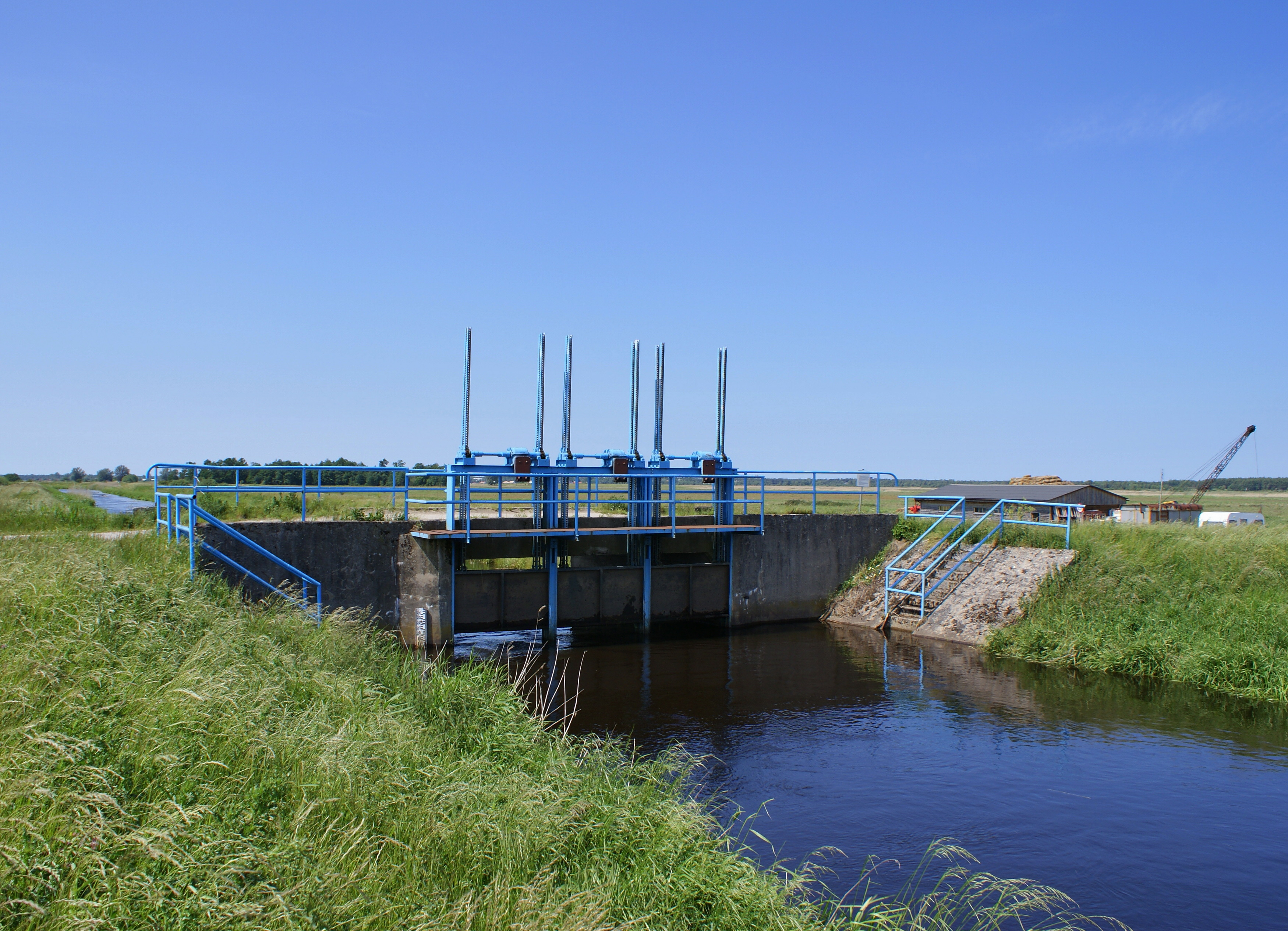
Jaz piętrzący na Nowej Błotnicy

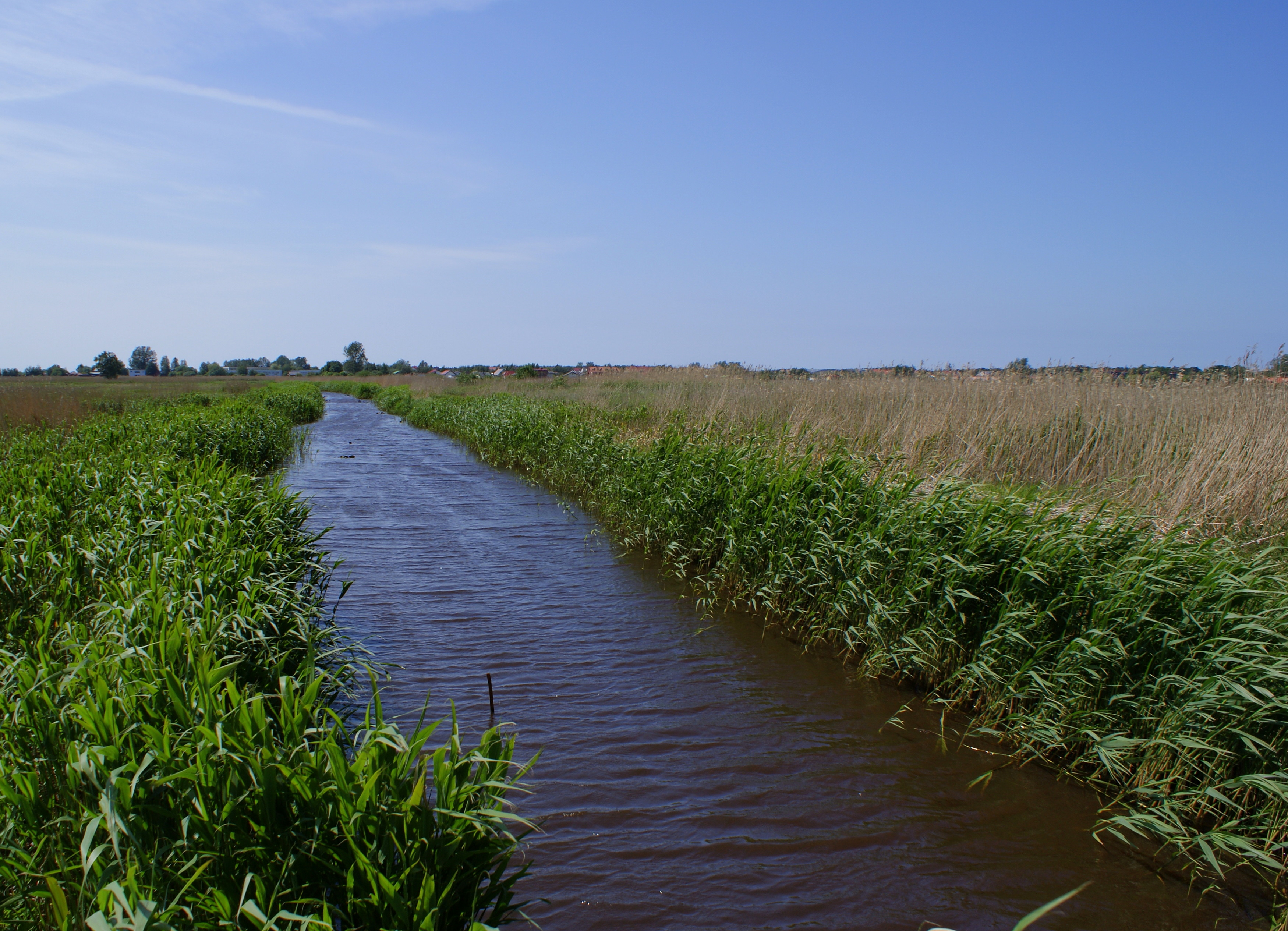
Stara Błotnica przed Dźwirzynem

Na wschód od wsi Trzynik rzeka wypływa z jeziora Kamienica w kierunku północnym, gdzie do Błotnicy uchodzi struga Ołużna. Dalej biegnie na zachód omijając wieś Unieradz i płynie do Nieżyna, gdzie przed wsią odbija na północ. Płynie koło wsi Niemierze oraz Błotnica, gdzie przepływa pod mostem drogi wojewódzkiej nr 102. Następnie przed wsią Stary Borek od prawego brzegu do Błotnicy wpada struga Strużka, która posiada połączenie z rzeką Parsętą poprzez tzw. Wielki Rów. Błotnica dalej płynie na wschód od wsi Nowogardek i Głowaczewo, gdzie uchodzi do niej kanał od Dębosznicy.
Za mostem linii kolejowej nr 402 bieg rzeki został uregulowany. Wody Błotnicy płyną kanałem, nowym korytem (zwanym Nową Błotnicą lub Bagiennym Rowem) w kierunku północno-zachodnim, gdzie znajduje się jaz piętrzący wodę w wałach przeciwpowodziowych. Kanał biegnie na północny zachód, gdzie uchodzi do jeziora Resko Przymorskie.
Na wschód od jazu piętrzącego oraz wałów utworzono duże stawy rybne od których odchodzi dawny bieg Błotnicy (zwany Starą Błotnicą). Błotnica biegnie na północ i północny zachód, gdzie przed Dźwirzynem skręca na zachód i uchodzi do Reska Przymorskiego przy stanicy wodnej.

## Ujście

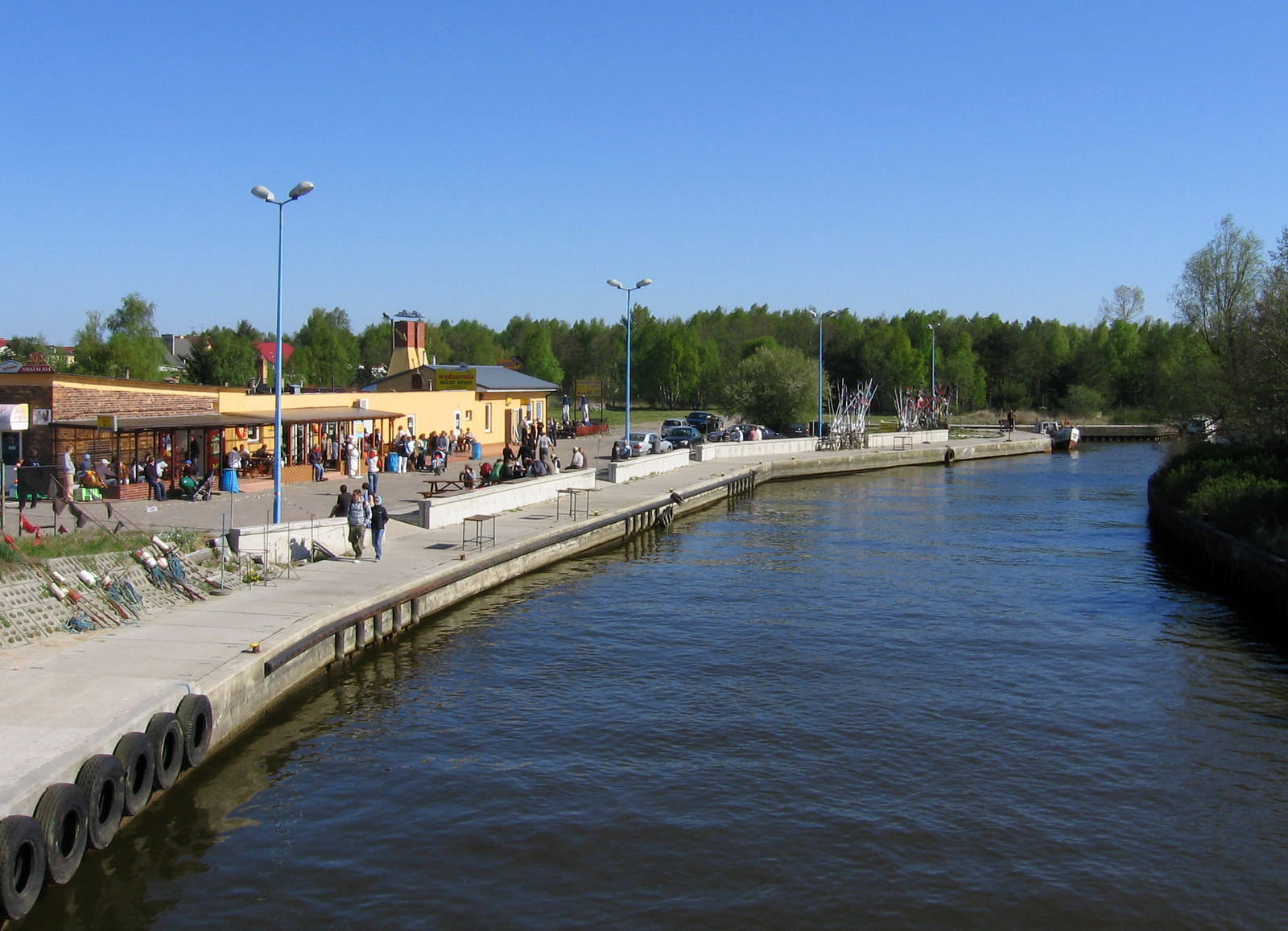
Przetoka łącząca Resko Przymorskie z morzem

W 1948 roku za ujście rzeki przedstawiono jezioro Resko Przymorskie. Jezioro to posiada bezpośrednie połączenie z Morzem Bałtyckim tzw. przetokę wodną, która według źródeł jest częścią Błotnicy. W 2006 roku Komisja Nazw Miejscowości i Obiektów Fizjograficznych za ujście rzeki Błotnicy określiła ujście przetoki do Morza Bałtyckiego. Podobnie na Mapie Podziału Hydrograficznego Polski z października 2007 wykonanej przez Zakład Hydrografii i Morfologii Koryt Rzecznych IMGW na zamówienie Ministra Środowiska RP, przetoka widnieje pod nazwą Błotnica. Na niektórych mapa ciek ten widnieje pod nazwą Kanał Resko.
Nazwę Błotnica wprowadzono urzędowo w 1948 roku, zastępując poprzednią niemiecką nazwę rzeki – Spie Bach.
W Planie gospodarowania wodami na obszarze dorzecza Odry w 2011 roku wydzielono jednolite części wód powierzchniowych Błotnica od jez. Resko Przymorskie do ujścia (PLRW6000224329) oraz Błotnica z jeziorem Kamienica (PLRW600023432189). W planie z roku 2023 zastąpiły je jednolite części wód Kanał Resko (PLRW6000144329) i Błotnica (PLRW600015432169). Część przyujściową skategoryzowano jako rzekę przyujściową pod wpływem wód słonych (RzN_uj) i uznano za silnie zmienioną, a odcinek powyżej Reska za potok lub strugę w dolinie o dużym udziale torfowisk (P_org) o statusie naturalnym.

## Przyroda

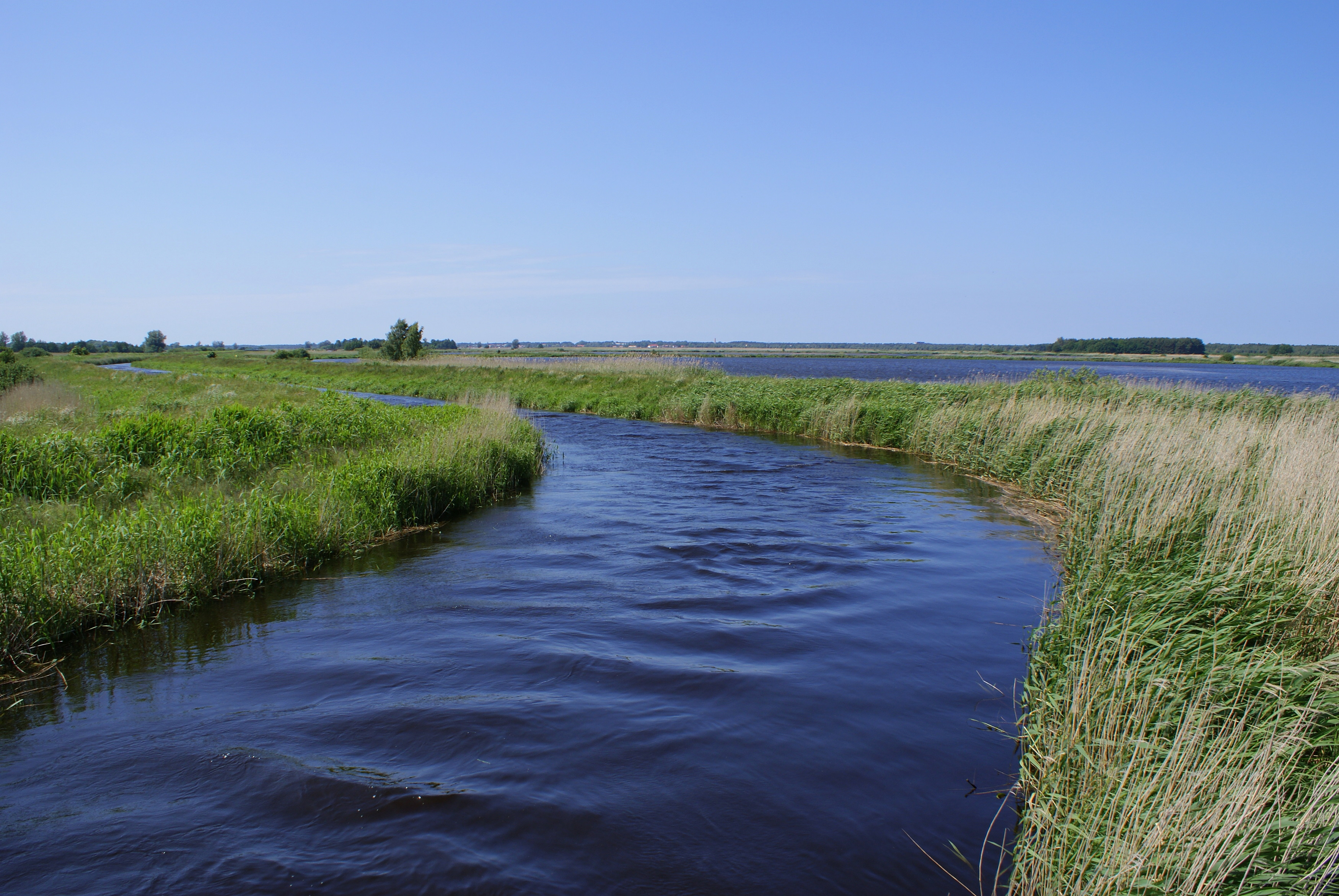
Błotnica z mostu kolejowego oraz po prawej stawy rybne

Według danych regionalnego zarządu gospodarki wodnej dominującymi gatunkami ryb w wodach Błotnicy są: pstrąg potokowy, troć wędrowna. Pozostałymi gatunkami ryb występującymi w Błotnicy a także jeziorze Kamienica są: jaź, głowacz białopłetwy, ciernik, płoć, leszcz, węgorz europejski, okoń europejski, szczupak pospolity.

## Jakość wód
W 2006 roku przeprowadzono ocenę jakości wód przy moście k. wsi Nowogardek na 4 km od ujścia rzeki, gdzie oceniono wody Błotnicy na III klasę jakości.
W 2008 r. przeprowadzono badania jakości wód Błotnicy w punkcie ujścia do Reska Przymorskiego. W ich wyniku oceniono elementy fizykochemiczne na II klasy, elementy biologiczne określono na III klasy, a stan ekologiczny na umiarkowany. W ogólnej dwustopniowej ocenie stwierdzono zły stan wód Błotnicy.
W 2011 r. przeprowadzono ocenę jakości wód w punkcie kontrolno-pomiarowym przy ujściu do Reska Przymorskiego, gdzie oceniono dobry potencjał elementów biologicznych, dobry potencjał elementów fizykochemicznych i hydromorfologicznych oraz dobry i powyżej dobrego potencjał ekologiczny.